# Крихітка з Беверлі-Гіллз
«Крихітка з Беверлі-Гіллз» (англ. Beverly Hills Chihuahua) — американська комедія, що вийшла в кінопрокат 3 жовтня 2008. Сюжет розвивається навколо розпещеної чихуахуа з Беверлі-Гіллз по імені Хлоя (в оригіналі озвучує Дрю Беррімор), яка втрачається в Мексиці. Чихуахуа на ім'я Папі, закоханий в Хлою, намагається врятувати її від добермана-лиходія Ель Дьябло за допомогою поліцейської вівчарки Дельгадо.

## Зміст
Звикла до розкішного життя в Беверлі-Гіллс, примхлива дамочка спромоглася втратитися серед гучного Мехіко — без знайомих, без засобів до існування, і без найменшого поняття, де провести ніч і чим повечеряти. Але навіть якщо ти не знаєш іспанської, до півдня від американської границі в тебе однаково найдуться справжні друзі.

## Ролі

### В оригіналі
| Актор               | Роль                       |
| ------------------- | -------------------------- |
| Дрю Беррімор        | чихуахуа Хлоя              |
| Енді Гарсіа         | німецька вівчарка Дельгадо |
| Джордж Лопес        | чихуахуа Папі              |
| Чіч Марін           | щур Мануель                |
| Пол Родрігез        | ігуана Чіко                |
| Пласідо Домінго     | чихуахуа Монт              |
| Едвард Джеймс Олмос | доберман Ель Дьябло        |

### Характерні ролі
| Актор            | Роль             |
| ---------------- | ---------------- |
| Пайпер Перабо    | Рейчел           |
| Маноло Кардона   | Сем Кортес       |
| Джеймі Лі Кертіс | тітка Вів        |
| Хосе Марія Язпік | Васкіс           |
| Морі Стерлінг    | Раферті          |
| Ісус Очоа        | офіцер Рамірес   |
| Евхеніо Дербес   | власник магазину |
| Омар Лейва       | рейнджер         |
| Наомі Ромо       | рейнджер         |
| Алі Хиллис       | Анджела          |

## Знімальна група
- Режисер — Раджа Госнелл
- Сценарист — Аналіса Лабьянко, Джеффрі Бушнелл
- Продюсер — Стів Ніколейдес (виконавчий), Девід Гоберман, Тодд Ліберман, Джон Джейкобс
- Композитор — Гейтор Перейра